# Stora Ljustjärnen (Rättviks socken, Dalarna)
Stora Ljustjärnen är en sjö i Rättviks kommun i Dalarna och ingår i Dalälvens huvudavrinningsområde.